# Naturräumliche Haupteinheiten Deutschlands
Als naturräumliche Haupteinheiten werden in der Naturraumerfassung und -gliederung nach dem System des Handbuchs der naturräumlichen Gliederung Deutschlands und seiner Folgebearbeitungen die Naturräume der 4. Ordnung innerhalb einer siebenstufig konzipierten hierarchischen Struktur bezeichnet. Da dieses System keine Typisierung vornimmt, handelt es sich bei den Haupteinheiten um individuelle Naturräume. Neben einem Individualnamen, der oft einer traditionellen Landschaftsbezeichnung entlehnt ist, erhielt jede Haupteinheit einen dreistelligen Zifferncode. Dieser kennzeichnet zugleich ihre Einordnung in die Naturräume der 3. Ordnung, die mit zweistelligem Zifferncode versehenen Haupteinheitengruppen, die ihrerseits zu Einheiten 2. und 1. Ordnung zusammengefasst werden, vgl. Naturräumliche Großregionen Deutschlands. Je nach Beschaffenheit des jeweiligen Naturraumes werden die Haupteinheiten in Teileinheiten, Untereinheiten und Grundeinheiten untergliedert (Naturräume 5., 6. und 7. Ordnung, Zifferncode mit Nachkommastellen). Die Rangstufe der Haupteinheit nimmt somit eine zentrale Position in der Hierarchie ein.
In manchen Veröffentlichungen des Bundesamtes für Naturschutz (BfN) wurden irreführenderweise die großräumigeren Haupteinheitengruppen als Haupteinheiten bezeichnet. Jedoch wird auch vom BfN der Begriff Haupteinheit in der Hauptsache nach seiner ursprünglichen Definition des Instituts für Landeskunde verwendet.
Beispiele für Haupteinheiten sind kleinere Mittelgebirge wie der Kellerwald (350 km²), Gebirgs-Untergruppen wie das alpine Wettersteingebirge (130 km²) und Senken wie die Stuttgarter Bucht (100 km²).
Durch diverse Folgebearbeitungen in den Einzelblättern 1 : 200.000 wurde, allerdings weitgehend auf Westdeutschland beschränkt, die im Jahre 1960 abgeschlossene Erstfassung der Gliederung bis Mitte der 1990er Jahre mehrfach verändert und erweitert. Parallel dazu bearbeiteten die zuständigen Gremien der DDR nach der Schließung der innerdeutschen Grenze von 1961 bis 1990 ihre Territorien autonom, was zum Teil auch mit einer deutlichen Veränderung der Prämissen und Methoden verbunden war. Da überdies die Bearbeitungen im wiedervereinigten Deutschland ab Mitte der 1990er Jahre nicht mehr zentral, sondern durch Institutionen auf der Ebene der Bundesländer getragen wurden, kam es im Bereich der politischen Grenzen zu Inkompatibilitäten bei der Festlegung der Naturraumgrenzen sowie zu Unterschieden in der Nomenklatur.
Sachsen, Sachsen-Anhalt und Thüringen entwickelten für ihre Landschaftsplanungen eigenständige Gliederungen, so dass die alten Haupteinheiten in diesen Bundesländern durch keine aktuelle Datenbasis mehr gestützt sind. Immerhin ist die Einheitenstufe der Makrogeochoren in der Systematik der Naturräume in Sachsen nach ihrer Größenordnung und Merkmalskombination mit dem Begriff der „Haupteinheit“ weitgehend vergleichbar. Nicht ohne weiteres vergleichbar sind dagegen die als Naturraumtypen statt naturräumlicher Individuen konzipierten „Landschaftseinheiten“ Sachsen-Anhalts und die Naturräume Thüringens.

## Zum Begriff der Haupteinheit
Der Begriff der Haupteinheit stellte zunächst den Grundbegriff der naturräumlichen Gliederung Deutschlands des Instituts für Landeskunde dar. Gleichzeitig war es die kleinste Einheit, in die im Handbuch der naturräumlichen Gliederung Deutschlands streng strukturiert aufgeteilt wurde. Die Abschnitte des Handbuches sind auch haupteinheitenweise zusammengefasst, wobei hinter jedem Abschnitt über eine Haupteinheit der Name des bearbeitenden Autors steht. Übergeordnet steht vor jeder Haupteinheitengruppe ein zusammenfassender Abschnitt, dessen Autorenname ebenfalls nachgestellt wird.
Josef Schmithüsen führte in der 1. Lieferung des Handbuchs von 1953 den Begriff der Haupteinheit auf den Begriff der landschaftsräumlichen Grundeinheit zurück. Explizit heißt es:

„In unserem gestuften Gliederungsschema bezeichnen wir als „Haupteinheiten“ solche naturräumliche Einheiten, deren Größenordnung ungefähr mit denen der „Landschaftsraumeinheit“ übereinstimmt. Je nach der Art der Beschaffenheit der Erdgegenden können sie im einzelnen noch recht unterschiedliche Größe haben.
Die Haupteinheiten entsprechen den „natürlichen Wuchsbezirken“ von Gustav Krauß (1936), jenen „naturgemäß abgegrenzten landschaftlichen Einheiten“, innerhalb derer zwar „noch größere örtliche Standorts- und Wuchsunterschiede in regelloser Gemenglage vorkommen“, die aber „trotz aller Vielgestaltigkeit von Lage, Klima und Boden … in sich verwandte Grundzüge der Standortsbedingungen aufweisen und sich im ganzen von den benachbarten Bezirken deutlich abheben“. Es sind also Räume mit einem bereits sehr stark differenziertem Fliesengefüge.“

Als Beispiele für landschaftsräumliche Grundeinheiten gibt Schmithüsen auf Seite 5 desselben Buches die folgenden an:
- Baar**
- Bauland**
- Berlin
- Dungau**
- Filder**
- Goldene Aue***[2]
- Harz*
- Hotzenwald
- Lüneburger Heide*
- Maifeld[3]
- Mainfranken
- Ries**
- Rheingau**
- Ruhrgebiet
- Schwarzwald*
- Senne***
- Siegerland**
- Spreewald*
- Taubergrund
- Weinstraße**[4]
- Wendland[5]
- Wetterau**

* Namensgeber einer Haupteinheitengruppe   ** Namensgeber einer Haupteinheit   *** Namensgeber einer Einheit 5. Ordnung
Das Ruhrgebiet wird im Fließtext als eine typische durch den Menschen bestimmte Raumeinheit hervorgehoben, das Ries als eine typische im Grenzverlauf vorwiegend bzw. fast ausschließlich durch die Landesnatur bestimmte. Das Ruhrgebiet stellt daher keine naturräumliche Einheit dar, während das Ries in nahezu identischen Grenzen eine naturräumliche Haupteinheit darstellt.
Die Auflistung zeigt, dass der Begriff der landschaftsräumlichen Grundeinheit in etwa dem typischen Umfange namentlich bekannter Landschaften entspricht. Indes zeigt sich darin auch, dass manche der Beispiellandschaften naturräumlich einer Haupteinheitengruppe entsprechen (Harz, Lüneburger Heide, Schwarzwald, Spreewald), manche hingegen nur einem Unternaturraum (Goldene Aue, Senne). De facto kam also dem zu Grunde gelegten naturräumlichen Maßstab eine zusätzliche Rolle zu.

## Haupteinheitenkarte 1960
Gegenüber der ursprünglichen Karte von 1 : 1.000.000 von 1954 und dem Text des Handbuches bis ca. zur 4./5. Lieferung (bis Gruppe 38) wurden bis zum Jahr 1960 vom Institut für Landeskunde noch diverse Änderungen vorgenommen.
Die Namen und Anmerkungen sind wörtlich aus der Kartenlegende übernommen, Anmerkungen zu späteren Aktualisierungen in Grenzziehung und Namensgebung sind als solche gekennzeichnet und kursiv.
Zu beachten: Die hier aufgeführten Haupteinheiten sind nicht alle mehr „aktuell“. Eine Navigation zu den heute etablierten Haupteinheiten finden sich in den im Artikel Naturräumliche Großregionen Deutschlands verlinkten Artikeln zu den (zweistelligen) Haupteinheitengruppen!

### Autorenliste
Folgende Autoren hatten bis 1960 an der Gliederung in Haupteinheiten mitgewirkt (Herausgeber in Fettdruck, Projekt- und Institutsleiter zusätzlich unterstrichen; †-Zeichen beziehen sich auf das Jahr 1960), eingerückt gegebenenfalls die in den Buchteilen bearbeiteten Haupteinheiten(gruppen):
- Herbert Abel
- Oskar August, Geograph
  - 50, 500–501, 504
- Erich Balon
  - 252, 260
- Gerhart Bartsch
  - 303–304, 31, 310–312
- Ludwig Bauer
  - 47/48, 370–374, 480–489
- Walter Behrmann †
- Bruno Benthien
  - 75, 750–759 (756–758 in einem Abschnitt), 76, 760–761
- Otto Berninger
- Helmut Blume, Geograph
  - 343, 345–349
- Hans Bobek, Geograph
- Karl Böhler
  - 20, 200–201
- Horst Bramer, Geograph
  - 72, 720–721, 722/723, 724, 73, 730–731, 74, 740–744
- Kurt Brüning, Geograph und Geologe
- Horst Brunner[7]
  - 85, 850–858
- Martin Bürgener
  - 340–341, 344
- Paul Clemens †
  - 592–593, 595
- Wilhelm Credner †
- Willi Czajka
- Bruno Fautz
  - 16, 160–161, 20 (mit Götz), 210 (mit Götz), 223 (mit Schmithüsen), 224
- Hans Fehn
  - 05, 052–054, 06, 060–064, 40, 400–409
- Dietrich Fliedner
  - 330
- H.-J. Franz[8]
  - 81, 810–818
- Werner Fricke, Geograph
  - 236–237, 301
- Robert Geipel, Sozialgeograph
  - 235
- Johannes F. Gellert
  - 6242, 86, 861–865
- Armin Gerstenhauer
- Albert Götz
  - 20 (mit Fautz), 210 (mit Fautz), 212
- Hans Graul
  - 034, 04, 040–048
- Günter Haase[9]
  - 89, 890–892
- Wilhelm Hartnack, Geograph
  - 32, 320–323, 33, 331–336
- Klaus Hattenbach
  - 39, 390–392
- Erich Heyn
  - 324
- Jürgen Hövermann
  - 37, 370–377, 38, 380–383
- Friedrich Hoffmann
- Theodor Hurtig
  - 71, 710–715
- Friedrich Huttenlocher, Geograph
  - 030–033, 09, 090–098, 10, 100–108, 12, 120–124, 126–127, 15, 150–155
- Heinrich Jäger
  - 230–231
- Gesine P. Janssen
  - 234
- Kurt Kayser
- Rudolf Klöpper
  - 610–611
- Fritz Klute †
- Wolfgang Kuls
  - 23, 232, 30, 300
- Hermann Lautensach, Geograph
- Eugenie Lautensach-Löffler
  - 17, 170–171, 180, 192
- Herbert Lehmann
- Otto Maull †
  - 013, 023, 051
- Sofie Meisel
  - 36, 360–367, 378, 522, 53, 530–531, 533, 535, 54, 540–544, 582–585, 594, 60, 600–603, 61, 612, 62, 620–621
- Horst Mensching
  - 393–396
- Friedrich Metz, Geograph
- Emil Meynen, Geograph
  - 026, 261–262
- Hans Mortensen
- Theodor Müller
  - 379, 502–503, 51, 510–512, 52, 520–521, 622–6241, 625–627, 63, 630–634, 64, 640–644, 860
- Heinrich Müller-Miny
  - 07, 070–071, 24, 241–246, 27, 273, 275–276, 29, 290–292, 325–326
- Wilhelm Müller-Wille, Geograph
- Ernst Neef, Geograph
  - 41, 410–412, 43, 430–431, 44, 440–444, 46, 460–467, 88, 880 (mit Scholz), 881
- Georg Niemeier, Geograph
  - 534, 536, 58, 580–581, 586, 59, 590–591, 613
- Emil Notheisen
  - 202–203
- Erich Otremba, Wirtschaftsgeograph
  - 08, 080–082, 11, 110–117, 13, 130–134, 137
- Hermann Overbeck, Geograph
  - 18, 181–182, 19, 190–191
- Karlheinz Paffen
  - 25, 250–251, 270–271, 274, 277, 28, 280–283, 55, 550–554, 56, 560–561, 57, 570–578
- Gottfried Pfeifer
- Ernst Plewe
  - 220–221
- Carl Rathjens jun.
  - 01, 010–012, 014–016, 02, 02–022, 024–025, 03, 035–039, 050
- Rudolf Reinhard †
- Hans Richter
  - 42, 420–424, 45, 450–452
- Gerhard Sandner
  - 34, 342, 35, 350–357
- Alexis Scamoni
- Heinz Schamp
- Kurt Scharlau, Geograph
- Ernst Schmidt-Kraepelin
  - 128–129, 135, 14, 140–145, 225–226
- Josef Schmithüsen, Biogeograph
  - 125, 22, 222, 223 (mit Fautz)
- Rudolf Schneider
  - 78, 780–783, 83, 830–831, 87, 870–876
- Sigrid Schneider
- Eberhard Scholz[10]
  - 79, 790–794, 80, 800–803, 82, 820–829, 84, 840–844, 880 (mit Neef)
- Carl Schott
- Adolf Schüttler
  - 337–339
- Joachim-Heinrich Schultze
- Horst Siggel[11]
  - 77, 770–779
- Walter Sperling
  - 233
- Carl Troll, Geograph
- Walter Tuckermann †
- Harald Uhlig, Geograph
  - 193–195, 227–228, 240
- Josef Werdecker
- Otto Wilhelm
- Eugen Wirth
  - 136, 138–139
- Werner Witt
  - 67, 670–671, 68, 680–684, 689, 69, 690–698, 70, 700–703

### 01–09
- 01 Nördliche Kalkhochalpen
(Anm.: In den Einzelblättern mit Alpenbeteiligung von 1978 bis 1994 gänzlich anders strukturiert, siehe hier)
  - 010 Hinterer Bregenzer Wald
  - 011 Allgäuer Hochalpen
  - 012 Oberstdorfer Becken
  - 013 Wettersteingebirge
  - 014 Karwendelgebirge
  - 015 Loferer und Leoganger Alpen
  - 016 Berchtesgadener Alpen
- 02 Schwäbisch-Oberbayerische Voralpen
(Anm.: In den Einzelblättern mit Alpenbeteiligung von 1978 bis 1994 gänzlich anders strukturiert, siehe hier)
  - 020 Vorderer Bregenzer Wald
  - 021 Vilser Gebirge
  - 022 Ammergebirge
  - 023 Niederwerdenfelser Land
  - 024 Kocheler Berge
  - 025 Mangfallgebirge
  - 026 Kufsteiner Becken
  - 027 Chiemgauer Alpen
- (Anm: Blatt Lindau[12] führte folgende Gruppe ein:)
  - 02 Nagelfluhhöhen und Senken zwischen Bodensee und Isar
    - 020 Pfänder (vormals Teil von 020)
    - 021 Nagelfluhhöhen und Senken von Sulzberg–Oberstaufen (vormals Teil von 033)
    - 022 Nagelfluhhöhen und Senken von Großholzleute–Immenstadt (vormals Teil von 034 und 035)
    - 023 Adelegg (vormals Hauptteil von 034)
    - 024 Rottachberg (vormals Teil von 020)
- 03 Voralpines Hügel- und Moorland
  - (Anm: 030 (neu) Bodensee-Jungmoränenland fasst auf Blatt Lindau[12] die folgenden vier Einheiten zusammen:)
    - 030 Hegau
    - 031 Bodenseebecken
    - 032 Oberschwäbisches Hügelland
    - 033 Westallgäuer Hügelland

  - 034 Adelegg
(Anm: In Blatt Lindau[12] zu 023 (Hauptteil) und 022 (Südwestteil), s. o.)
  - 035 Iller-Vorberge
(Anm: Auf den Blättern Lindau[12] und Kaufbeuren[13]: Iller-Jungmoränenland)
  - 036 Lech-Vorberge
(Anm: Auf Blatt Kaufbeuren[13]: Wertach-Lech-Jungmoränenland)
  - 037 Ammer-Loisach-Hügelland
(Anm: Auf den Blättern Kaufbeuren[13] und Tegernsee[14]: Ammer-Loisach-Jungmoränenland)
  - 038 Inn-Chiemsee-Hügelland
(Anm: Auf den Blättern Tegernsee[14] und Salzburg[15]: Chiemsee-Jungmoränenland)
  - 039 Salzachhügelland
(Anm: Auf Blatt Salzburg[15]: Salzach-Jungmoränenland)
- 04 Donau-Iller-Lech-Platten
  - 040 Donau-Ablach-Platten
  - 041 Riß-Aitrach-Platten
  - 042 Hügelland der unteren Riß
  - 043 Holzstöcke
  - 044 Unteres Illertal
  - 045 Donauried
  - 046 Iller-Lech-Schotterplatten
  - 047 Lech-Wertach-Ebenen
  - 048 Aindlinger Terrassentreppe
- 05 Isar-Inn-Schotterplatten
  - 050 Fürstenfeldbrucker Hügelland
  - 051 Münchener Ebene
  - 052 Isen-Sempt-Hügelland
  - 053 Alzplatte
  - 054 Unteres Inntal
- 06 Unterbayerisches Hügelland
  - 060 Isar-Inn-Hügelland
  - 061 Unteres Isartal
  - 062 Donau-Isar-Hügelland
  - 063 Donaumoos
  - 064 Dungau
- 07 Oberpfälzisch-Obermainisches Hügelland
  - 070 Oberpfälzisches Hügelland
  - 071 Obermainisches Hügelland
- 08 Fränkische Alb (Frankenalb)
  - 080 Nördliche Frankenalb
  - 081 Mittlere Frankenalb
  - 082 Südliche Frankenalb
- 09 Schwäbische Alb (Schwabenalb)
  - 090 Randen (Klettgau- u. Randenalb)
  - 091 Hegaualb
  - 092 Baaralb und Oberes Donautal
  - 093 Hohe Schwabenalb
  - 094 Mittlere Kuppenalb
  - 095 Mittlere Flächenalb
  - 096 Albuch und Härtsfeld
  - 097 Lonetal-Flächenalb (Niedere Alb)
  - 098 Riesalb

### 10–19
- 10 Schwäbisches Keuper-Lias-Land
  -  10100 Vorland der westlichen Schwäbischen Alb
  -  10101 Vorland der mittleren Schwäbischen Alb
  -  10102 Vorland der Östlichen Schwäbischen Alb
  - 103 Ries
  - 104 Schönbuch und Glemswald
  - 105 Stuttgarter Bucht
  - 106 Filder
  - 107 Schurwald und Welzheimer Wald
  - 108 Schwäbisch-Fränkische Waldberge
- 11 Fränkisches Keuper-Lias-Land
  - 110 Vorland der Südlichen Frankenalb
  - 111 Vorland der Mittleren Frankenalb
  - 112 Vorland der Nördlichen Frankenalb
  - 113 Mittelfränkisches Becken
  - 114 Frankenhöhe
  - 115 Steigerwald
  - 116 Haßberge
  - 117 Itz-Baunach-Hügelland
- 1212 Gäuplatten im Neckar- und Tauberland
  - 120 Alb-Wutach-Gebiet
  - 121 Baar
  - 122 Obere Gäue
  - 123 Neckarbecken
  - 124 Strom- und Heuchelberg
  - 125 Kraichgau
  - 126 Kocher-Jagst-Ebenen
  - 127 Hohenloher und Haller Ebene
  - 123 Bauland
  - 129 Tauberland
- 13 Mainfränkische Platten
  - 130 Ochsenfurter und Gollachgau
  - 131 Windsheimer Bucht
  - 132 Marktheidenfelder Platte
  - 133 Mittleres Maintal
  - 134 Gäuplatten im Maindreieck
  - 135 Wern-Lauer-Platte
  - 136 Schweinfurter Becken
  - 137 Steigerwaldvorland
  -   138138 Grabfeldgau
  -  1381381 Grabfeld
  -  1381382 Werra-Gäuplatten
  - 139 Hesselbacher Waldland
- 14 Odenwald, Spessart und Südrhön
  - 140 Südrhön
  - 141 Sandsteinspessart
  - 142 Vorderer Spessart
  - 143 Büdinger Wald
  - 144 Sandsteinodenwald
  - 145 Vorderer Odenwald
- 15 Schwarzwald
  - 150 Schwarzwald-Randplatten
  - 151 Grindenschwarzwald u. Enzhöhen
  - 152 Nördlicher Talschwarzwald
  - 153 Mittlerer Schwarzwald
  - 154 Südöstlicher Schwarzwald
  - 155 Hochschwarzwald
- 16 Hochrheingebiet
  - 160 Hochrheintal
  - 161 Dinkelberg
- 17 Haardtgebirge
(Anm: Der Name hat sich allgemein nicht durchgesetzt, geläufiger sind Pfälzerwald oder Pfälzer Wald;
In der Gliederung ist die Dreiteilung   - Unterer Pfälzerwald (flachwelligerer Nordteil)
  - Mittlerer Pfälzerwald
  - Wasgau (bis Frankreich reichender Südteil inklusive des Dahn(-Annweil)er Felsenlandes)
geläufiger.)
  - 170 Haardt
(Anm: Diese Bezeichnung ist irreführend, da die eigentliche Haardt nur den schmalen Ostrand des Mittleren Pfälzerwaldes bezeichnet.
Blatt Landau[16] nennt diese Haupteinheit Pfälzer Wald)
  - 171 Dahner Felsenland
(Bezeichnung auf Blatt Landau[16]: Dahn-Annweiler Felsenland)
- 18 Pfälzisch-Saarländisches Muschelkalkgebiet
  - 180 Zweibrücker Westrich (Anm: auch Westricher Hochfläche)
  - 181 Bliesgau
  - 182 Merziger Muschelkalkplatte
- 19 Saar-Nahe-Bergland
  - 190 Prims-Blies-Hügelland
  - 191 Mittelsaarländisches Waldland
  - 192 Kaiserslauterer Senke (Anm: auch Westricher Niederung)
  - 193 Glan-Alsenz-Berg- und Hügelland (Anm: geläufiger ist Nordpfälzer Bergland)
  - 194 Oberes Nahebergland (Anm: auf Blatt Saarbrücken[17] Prims-Nahe-Bergland[18])
  - 195 Soonwaldvorstufe
- (Anm: Das Blatt Saarbrücken[17] gliedert die Gruppen 18 und 19 deutlich feiner:
  - 18 Pfälzisch-Saarländisches Muschelkalkgebiet
    - 180 Zweibrücker Westrich (außerhalb von Blatt Saarbrücken)
    - 181 Bliesgau (181 (alt) ohne Saartal und den kleineren Westteil)
    - 182 Merziger Muschelkalkplatte (nur der kleinere Nordostteil von 182 (alt) rechts der Saar)
    - 183 Saar-Nied-Gau (Zentralteil von 182 (alt))
    - 184 Nied-Rossel-Gau (Südteil von 182 (alt) und Westteil von 181 (alt), verbunden durch einen schmalen Südsaum um 191 (alt))
    - 185 Bist-Rossel-Stufe (schmale, halbkreisförmige Südwest-Umrahmung von 191 (alt), ihrerseits umrahmt von 184 (neu); ganz in Frankreich)
    - 186 Saarbrücken-Kirkeler Wald (schmaler Nordsaum um 181 (neu) im Südosten von 191 (alt))

  - 190 Saar-Nahe-Bergland
    - 190 Prims-Blies-Hügelland (wie 190 (alt), jedoch ohne das Saartal und den kleinen Teil links der Saar sowie die Hunsrück-Abdachung im Norden)
    - 191 Saarkohlenwald (Nordostteil von 191 (alt))
    - 192 St. Ingbert-Kaiserslauterer Senke (191 (alt) plus seine westliche Fortsetzung in 191 (alt))
    - 193 Nordpfälzer Bergland (weitgehend unverändert)
    - 194 Prims-Nahe-Bergland (weitgehend unverändert)
    - 195 Soonwaldvorstufe (außerhalb von Blatt Saarbrücken)
    - 196 Sobernheimer Talweitung (auf Blatt Mainz[19] eingeführt und ganz innerhalb dessen; Südwestteil von 228 (alt))
    - 197 Mittleres Saartal (Saartal innerhalb der alten Haupteinheiten 181 (separiert kleineren Westteil), 191 (etwa zentral), 190 (zweigeteilter Westteil), 182 (separiert kleineren Nordostteil))
    - 198 Warndt (Westteil von 191 (alt) ohne schmale Südwestrahmung)
    - 199 Hochwaldvorland (kleiner Nordteil von 190 (alt), Blatt Saarbrücken und Blatt Trier[20]))

### 20–29
- 20 Südliches Oberrheintiefland
  - 200 Markgräfler Rheinebene
  - 201 Markgräfler Hügelland
  - 202 Freiburger Bucht
  - 203 Kaiserstuhl
- 21 Mittleres Oberrheintiefland
  - 210 Offenburger Rheinebene
  - 211 Lahr-Emmendinger Vorberge
  - 212 Ortenau-Bühler Vorberge
- 22 Nördliches Oberrheintiefland
  - 220 Haardtrand
  - 221 Vorderpfälzer Tiefland
  - 222 Nördliche Oberrheinniederung
  - 223 Hardtebenen
  - 224 Neckar-Rhein-Ebene
  - 225 Hessische Rheinebene
  - 226 Bergstraße
  - 227 Alzeyer Hügelland
  - 228 Unteres Naheland
- 23 Rhein-Main-Tiefland
  - 230 Messeler Hügelland
  - 231 Rheinheimer Hügelland
  - 232 Untermainebene
  - 233 Ronneburger Hügelland
  - 234 Wetterau
  - 235 Main-Taunusvorland
  - 236 Rheingau
  - 237 Ingelheimer Rheinebene
- 24 Hunsrück
  - 240 Soonwald
  - 241 Simmerner Mulde
  - 242 Hoch- und Idarwald
  - 243 Hunsrückhochfläche
  - 244 Rheinhunsrück
  - 245 Moselhunsrück
  - 246 Saar-Ruwer-Hunsrück
- 25 Moseltal
  -  250250 Mittleres Moseltal
  - 251 Wittlicher Senke
  - 252 Unteres Saartal
- 26 Gutland
  - 260 Mosel-Saar-Gau
  - 261 Bitburger Gutland
  - 262 Ferschweiler Plateau
- 27 Osteifel
  - 270 Moseleifel (Niedereifel)
  - 271 Östliche Hocheifel
  - 272 Ahreifel
  - 274 Münstereifeler Wald
  - 275 Mechernicher Voreifel
  - 276 Kalkeifel
  - 277 Kyllburger Waldeifel
- 28 Westeifel
  - 280 Islek
  - 281 Westliche Hocheifel
  - 282 Rureifel
  - 283 Hohes Venn
- 2929 Mittelrheingebiet
  - 290 Oberes Mittelrheintal
  - 291 Mittelrheinisches Becken
  -  29292 Unteres Mittelrheingebiet

### 30–39
- 30 Taunus
  - 300 Vortaunus
  - 301 Hoher Taunus
  - 302 Östlicher Hintertaunus
  - 303 Idsteiner Senke
  - 304 Westlicher Hintertaunus
- 31 Lahntal
  - 310 Unteres Lahntal
  - 311 Limburger Becken
  - 312 Weilburger Lahntal
- 32 Westerwald
  - 320 Gladenbacher Bergland
  - 321 Dilltal
  - 322 Hoher Westerwald
  - 323 Oberwesterwald
  -  324324 Niederwesterwald
- 33 Bergisch-Sauerländisches Gebirge (Süderbergland)
  - 330 Mittelsieg-Bergland
  - 331 Siegerland
  -  332332 Ostsauerländer Gebirgsrand
  -  333333 Hochsauerland (Rothaargebirge)
(Anm: seit 1963[21][22][23] nur noch „Rothaargebirge (mit Hochsauerland)“, da das landläufig als Hochsauerland bezeichnete Gebiet deutlich kleiner ist.[24])
  -  334334 Nordsauerländer Oberland
  -  335335 Innersauerländer Senken
  -  336336 Westsauerländer Oberland
  -  336'3361 Märkisches Oberland
  -  3363362 Südsauerländer Bergland
  -  337337 Bergisch-Sauerländisches Unterland
  -  3373371 Niederbergisches Hügelland
  -  3323372 Sauerländer Unterland
(Anm: auf Blatt Düsseldorf[25] „Märkisch-Sauerländisches Unterland“: auf Blatt Arnsberg[22], auf dem es fast komplett liegt, „Niedersauerland (Unteres Sauerland)“)
  -  336338 Bergische Hochflächen
  - 339 Bergland der oberen Agger und Wiehl
(Anm: Auf den Blättern Arnsberg[22] und Siegen[23], auf denen es liegt: „Oberagger- und Wiehlbergland“)
  - (Anm:
Der Autor von Blatt Arolsen[21], auf dem dieser fast komplett liegt, rechnet auch
344 Kellerwald
dem Süderbergland zu.)
  -  3434 Westhessisches Bergland
  -  340340 Waldecker Tafelland
  -  3403401 Waldecker Gebirgsvorland
(Anm: Sowohl auf Blatt Arolsen[21], auf dem es komplett liegt, als auch im Umweltatlas Hessen[26] mit „Waldecker Gefilde“ bezeichnet.[27])
  -  3403402 Waldecker Wald
  -  341341 Ostwaldecker Randsenken
  - 342 Habichtswälder Bergland
  -  343343 Westhessische Senke
  -  344344 Kellerwald
(Anm: auf Blatt Arolsen[21] der Gruppe 33 zugerechnet)
  - 345 Burgwald
  - 346 Oberhessische Schwelle
  - 347 Amöneburger Becken
  - 348 Marburg-Gießener Lahntal
  - 349 Vorderer Vogelsberg
- 35 Osthessisches Bergland
  -  350350 Unterer Vogelsberg
  -  351351 Hoher Vogelsberg (mit Oberwald)
  -  352352 Fuldaer Senke
  -  353353 Vorder- und Kuppenrhön (mit Landrücken)
  -  354354 Lange Rhön
  -  355355 Fulda-Haune-Tafelland
  -  356356 Knüll und Homberger Bergland
(Anm: Seit 1969[28][29] nur noch „Knüll und Homberger Hochland“.)
  -  357357 Fulda-Werra-Bergland
  -  358358 Unteres Werratal
(Anm: Auf Blatt Kassel[28], auf dem es komplett liegt, mit Unteres Werraland bezeichnet, ebenso im Umweltatlas Hessen[26]).
  -  359359 Salzunger Werrabergland
- 36 Oberes Weserbergland
  -  360360 Warburger Börde
  -  361361 Oberwälder Land
  -  362362 Paderborner Hochfläche
  -  363363 Egge
  -  364364 Lipper Bergland
  -  365365 Pyrmonter Bergland
  - 366 Rinteln-Hamelner Weserland
  - 367 Holzmindener Wesertal
  -  368368 Weserengtal von Bodenwerder
- 3737 Weser-Leinebergland
  - 370 Solling, Bramwald und Reinhardswald
  - 371 Sollingvorland
  - 372 Leine-Ilme-Senke
  - 373 Göttingen-Northeimer Wald
  - 374 Eichsfelder Becken (Goldene Mark)
  - 375 Unteres Eichsfeld
  - 376 Südwestliches Harzvorland
  -  377377 Alfelder Bergland (mit Ith und Hils)
  - 378 Calenberger Bergland
  - 379 Innerstebergland
- 38 Harz
  - 380 Oberharz
  - 381 Mittelharz
  - 382 Unterharz
  - 383 Östliche Harzabdachung
- 39 Thüringisch-Fränkisches Mittelgebirge
  - 390 Südliches Vorland des Thüringer Waldes
(Anm: Die Zuordnung des Vorlandes ist strittig; Schönfelder rechnet sie bereits dem Südwestdeutschen Schichtstufenland zu.)
  - 391 Thüringer Wald
  - 392 Thüringer Schiefergebirge
(Anm: Auf Blatt Coburg[30] etwas treffender mit „Thüringisch-Fränkisches Schiefergebirge“ bezeichnet;
heute gängige Dreiteilung ist:)
    - Hohes Thüringer Schiefergebirge (Nordwestkamm)
    - Frankenwald (Südostkamm)
    - Schwarza-Sormitz-Gebiet (Nordostabdachung)

  - 393 Münchberger Hochfläche
  - 394 Hohes Fichtelgebirge
  - 395 Selb-Wunsiedler Hochfläche
  - 396 Naab-Wondreb-Senke

### 40–49
- 40 Oberpfälzer und Bayerischer Wald
  - 400 Hinterer Oberpfälzer Wald
  - 401 Vorderer Oberpfälzer Wald
  - 402 Cham-Further Senke
  - 403 Hinterer Bayerischer Wald
  - 404 Regensenke
  - 405 Vorderer Bayerischer Wald
  - 406 Falkensteiner Vorwald
  - 407 Lallinger Winkel
  - 408 Passauer Abteiland und Neuburger Wald
  - 409 Wegscheider Hochfläche
- 41 Vogtland
  - 410 Ostthüringisch-Vogtländische Hochflächen
  - 411 Mittelvogtländisches Kuppenland
  - 412 Oberes Vogtland
- 42 Erzgebirge
  - 420 Südabdachung des Erzgebirges
  - 421 Oberes Westerzgebirge
  - 422 Oberes Osterzgebirge
  - 423 Unteres Westerzgebirge
  - 424 Unteres Osterzgebirge
- 43 Sächsisch-Böhmisches Kreidesandsteingebiet
  - 430 Elbsandsteingebirge
  - 431 Zittauer Gebirge
- 44 Oberlausitz
  - 440 Neißegebiet
  - 441 Lausitzer Bergland
  - 442 Ostlausitzer Vorberge
  - 443 Westlausitzer Vorberge
  - 444 Lausitzer Gefilde
- 45 Erzgebirgsvorland
  - 450 Mittelsächsisches Lößlehmhügelland
  - 451 Erzgebirgisches Becken
  - 452 Oberes Pleißeland
- 46 Sächsisches Hügelland (einschl. Leipziger Land)
  - 460 Dresdener Elbtalgebiet
  - 461 Lausitzer Platte
  - 462 Großenhainer Pflege
  - 463 Mittelsächsisches Lößgebiet
  - 464 Oschatzer Hügelland
  - 465 Grimmaer Porphyrhügelland
  - 466 Altenburg-Zeitzer Lößgebiet
  - 467 Leipziger Land
- 47/48 Thüringer Becken und Randplatten
  - 470 Orlasenke
  - 471 Saale-Elster-Sandsteinplatte
  - 472 Mittleres Saaletal
  - 473 Paulinzellaer Vorland
  - 474 Ilm-Saale- und Ohrdrufer Platte
  - 480 Waltershäuser Vorberge
  - 481 Westthüringer Berg- und Hügelland
  - 482 Thüringer Becken
  - 483 Ringgau, Hainich, Obereichsfeld und Dün-Hainleite
  - 484 Nordthüringer Hügelland
  - 485 Südharzer Zechsteingürtel
  - 486 Kyffhäusergebirge
  - 487 Helme-Unstrut-Niederung
  - 488 Unteres Unstrut-Berg- und Hügelland
  - 489 Querfurter Platte und Untere Unstrutplatten

### 50–59
- 50 Mitteldeutsches Schwarzerdegebiet
  - 500 Östliches Harzvorland
  - 501 Köthener Ebene
  - 502 Nordöstliches Harzvorland
  - 503 Bodeniederung
  - 504 Magdeburger Börde
- 51 Nördliches Harzvorland
  - 510 Harzrandmulde
  - 511 Großes Bruch
  - 512 Ostbraunschweigisches Hügelland
- 52 Niedersächsche Börden
  - 520 Braunschweig-Hildesheimer Lößbörde
  - 521 Calenberger Lößbörde
  -  522522 Bückebergvorland
- 53 Unteres Weserbergland
  - 530 Bielefelder Osning
  - 531 Ravensberger Hügelland
  -  532532 Östliches Wiehengebirge
  -  533533 Lübbecker Lößland
  - 534 Tecklenburger Osning
  - 535 Osnabrücker Hügelland
  -  536536 Westliches Wiehengebirge
- 54 Westfälische Tieflandsbucht
  - 540 Ostmünsterland
  - 541 Kernmünsterland
  - 542 Hellwegbörden
  -  543543 Emscherland
  - 544 Westmünsterland
  -  545545 Westernhellweg
- 55 Niederrheinische Bucht
  - 550 Schlebusch-Wahner Heide
  -  551551 Köln-Bonner Rheinebene
  - 552 Ville
  - 553 Zülpicher Börde
  - 554 Jülicher Börde
- 56 Vennvorland
  - 560 Vennfußfläche
  - 561 Aachener Hügelland
- 57 Niederrheinisches Tiefland
  - 570 Selfkant
  - 571 Schwalm-Nette-Platten
  - 572 Niersniederung
  - 573 Kempen-Aldekerker Platten
  - 574 Niederrheinische Höhen
  - 575 Mittlere Niederrheinebene
  - 576 Isselebene
  - 577 Untere Rheinniederung
  - 578 Niederrheinische Sandplatten
- 58 Dümmer-Geestniederung
  - 580 Nordhorn-Bentheimer Sandniederung
  - 581 Plantlünner Sandebene
  -  582582 Rahden-Diepenauer Geest
  -  583583 Mittleres Wesertal
  - 584 Diepholzer Moorniederung
  - 585 Bersenbrücker Land
  - 586 Lingener Land
- 59 Ems-Hunte-Geest
  - 590 Bourtanger Moor und Weener Geest
  - 591 Mittleres Emstal
  -  592592 Sögeler Geest (Hümmling)
  -  593593 Cloppenburger Geest
  -  594594 Syker Geest
  -  595595 Delmenhorster Geest

### 60–69
- 60 Ostfriesisch-Oldenburgische Geest
  -  600600 Hunte-Leda-Moorniederung
  - 601 Ostfriesische Zentralmoore
  - 602 Ostfriesische Geest
  - 603 Oldenburger Geest
- 61 Ems-Weser-Marsch
  - 610 Emsmarschen
  - 611 Ostfriesische Seemarschen
  -  612612 Wesermarschen
  - 613 Ostfriesische Inseln und Watten
- 62 Weser-Aller-Flachland
  -  620620 Verdener Wesertal
  -  621621 Thedinghäuser Vorgeest
  - 622 Hannoversche Moorgeest
  - 623 Burgdorf-Peiner Geestplatten
  -  624624 Ostbraunschweigisches Flachland
  - 6241 Ostbraunschweigisches Flachland
  - 6242 Flechtinger Waldhügelland
  - 625 Drömling
  - 626 Obere Allerniederung
  - 627 Aller-Talsandebene
  -  628628 Loccumer Geest
- 63 Stader Geest
  - 630 Achim-Verdener Geest
  - 631 Wümmeniederung
  - 632 Hamme-Oste-Niederung
  - 633 Wesermünder Geest
  - 634 Zevener Geest
- 64 Lüneburger Heide
  -  640640 Hohe Heide
  -  641641 Südheide
  -  642642 Ostheide
  - 643 Uelzener Becken und Ilmenauniederung
  - 644 Luheheide
- 67 Unterelbeniederung
  - 670 Stader Elbmarschen
  - 671 Holsteinische Elbmarschen
- 68 Schleswig-Holsteinische Marschen (und Nordseeinseln)
  - 680 Nordfriesische Geestinseln
  - 681 Nordfriesische Marschinseln und Halligen
  - 682 Nordfriesische Marsch
  - 683 Eiderstedter Marsch
  - 684 Dithmarscher Marsch
  - 689 Helgoland
- 69 Schleswig-Holsteinische Geest
  - 690 Lecker Geest
  - 691 Bredstedt-Husumer Geest
  - 692 Eider-Treene-Niederung
  - 693 Heide-Itzehoer Geest
  - 694–696 Südholsteinische Geest
    - 694 Barmstedt-Kisdorfer Geest
    - 695 Hamburger Ring
    - 696 Lauenburger Geest

  - 697 Schleswiger Vorgeest
  - 698 Holsteinische Vorgeest

### 70–79
- 70 Schleswig-Holsteinisches Hügelland
  - 700 Angeln
  - 701–702 Schleswig-Holsteinisches Hügel- und Seenland
    - 701 Schwansen, Dänischer Wohld und Amt Hütten
    - 702 Ostholsteinisches Hügel- und Seenland

  - 703 Nordoldenburg und Fehmarn
- 71 Mecklenburgisch-Vorpommersches Küstengebiet
  - 710 Nordwestmecklenburgisches Hügelland und Wismarbucht
  - 711 Flachwelliges unteres Warnowgebiet
  - 712 Rostock-Gelbensander Heide
  - 713 Nordmecklenburgisches Boddenland
  - 714 Höhen und Binnenbodden von Nordrügen
  - 715 Usedomer Hügelland
- 72 Nordostmecklenburgisches Flachland
  - 720 Inneres Flach- und Hügelland von Rügen
  - 721 Strelasund
  - 722/723 Nordmecklenburgische Lehmplatten
  - 724 Mecklenburgisch-Vorpommersches Grenztal
- 73 Oderhaffgebiet
  - 730 Ueckermünder Heide
  - 731 Friedländer Große Wiese
- 74 Rückland der Mecklenburgischen Seenplatte
  - 740 Warnow-Recknitz-Gebiet (mit Bützower und Güstrower Becken)
  - 741 Oberes Peenegebiet (mit Teterower und Malchiner Becken)
  - 742 Oberes Tollensegebiet (mit Tollensebecken)
  - 743 Woldegk-Feldberger Hügelland
  - 744 Uckermärkisches Hügelland (mit Uecker- und Randowtal)
- 75 Mecklenburgische Seenplatte
  - 750 Westmecklenburgisches Seenhügelland
  - 751 Schweriner See-Gebiet
  - 752 Sternberg-Krakower Seen- und Sandergebiet
  - 753 Oberes Warnow-Elde-Gebiet
  - 754 Mecklenburgisches Großseenland
  - 755 Neustrelitzer Kleinseenland
  - 756–758 Schorfheide mit Templiner und Britzer Platte
    - 756 Templiner Platte
    - 757 Schorfheide
    - 758 Britzer Platte

  - 759 Eberswalder Tal
- 76 Südwestliches Vorland der Mecklenburgischen Seenplatte
  - 760 Südwestmecklenburgische Niederungen (mit Sanderflächen und Lehmplatten)
  - 761 Niederung der Lewitz und unteren Elde
- 77 Nordbrandenburgisches Platten- und Hügelland
  - 770 Prignitz
  - 771 Ruhner Berge
  - 772 Parchim-Meyenburger Sandflächen
  - 773 Kyritzer Platte
  - 774 Perleberger Heide
  - 775 Dosseniederung
  - 776–779 Ruppiner Heiden und Platten
    - 776 Wittstock-Ruppiner Heide
    - 777 Ruppiner Platte
    - 778 Granseer Platte
    - 779 Rüthnicker Heide
- 78 Luchland
  - 780 Unteres Rhinluch, Oberes Rhinluch und Havelländisches Luch
  - 781 Westhavelländisches Ländchen
  - 782 Bellin und Glin
  - 783 Zehdenick-Spandauer Havelniederung
- 79 Ostbrandenburgische Platte
  - 790 Westbarnim
  - 791 Barnimplatte
  - 792 Waldhügelland des Oberbarnims
  - 793 Buckower Hügel- und Kesselland ('Märkische Schweiz')
  - 794 Lebusplatte

### 80–89
- 80 Odertal
  - 800 Untere Odertalniederung
  - 801 Sandterrassen des unteren Odertals
  - 802 Oderbruch (mit Frankfurter Odertal)
  - 803 Neuenhagener Sporn
- 81 Mittelbrandenburgische Platten und Niederungen
  - 810 Nauener Platte
  - 811 Teltowplatte
  - 812 Brandenburg-Potsdamer Havelgebiet
  - 813 Lehniner Land
  - 814 Beelitzer Heide
  - 815 Nuthe-Notte-Niederung
  - 816 Luckenwalder Heide
  - 817 Baruther Tal (mit Fiener Bruch)
  - 818 Karower Platte
- 82 Ostbrandenburgisches Heide- und Seengebiet
  - 820 Berlin-Fürstenwalder Spreetalniederung
  - 821 Saarower Hügel
  - 822 Dahme-Seengebiet
  - 823 Zossen-Teupitzer Platten- und Hügelland
  - 824 Beeskower Platte
  - 825 Leuthener Sandplatte
  - 826 Lieberoser Heide und Schlaubegebiet
  - 827 Gubener Land (mit Diehloer Hügeln)
  - 828 Fürstenberger Odertal
  - 829 Guben-Forster Neißetal
- 83 Spreewald
  - 830 Malxe-Spree-Niederung
  - 831 Cottbuser Schwemmsandfächer
- 84 Lausitzer Becken- und Heideland
  - 840 Luckau-Calauer Becken
  - 841 Cottbuser Sandplatte
  - 842 Lausitzer Grenzwall
  - 843 Kirchhain-Finsterwalder Becken
  - 844 Niederlausitzer Randhügel
- 85 Fläming
  - 850 Burg-Ziesarer Vorfläming
  - 851 Westliche Fläminghochfläche
  - 852 Zerbster Land (mit Leitzkauer Höhen)
  - 853 Zentraler Fläming
  - 854 Roßlau-Wittenberger Vorfläming
  - 855 Belziger Vorfläming
  - 856 Nördliches Fläming-Waldhügelland
  - 857 Östliche Fläminghochfläche
  - 858 Südliches Fläminghügelland
- 86 Altmark
  - 860 Lüchower Niederung
  - 861 Jeetze-Dümme-Lehmplatte u. Arendseer Platte
  - 862 Stendaler Land (Mildenniederung mit Kalbeschem Werder, Bismarck-Stendal-Tangermünder Platte, Arneburger Platte (mit Stendaler Niederung))
  - 863–865 Altmärkisches Waldhügelland
    - 863 Letzlinger Heide
    - 864 Klötzer Heide
    -  642865 Westaltmärkisches Waldhügelland
- 87 Elbtalniederung
  - 870 Tangerhütter Niederung
  - 871 Bittkauer Platte
  - 872 Genthiner Land
  - 873 Untere Havelniederung
  - 874 Land Schollene
  - 875 Märkische Elbtalniederung
  - 876 Untere Mittelelbe-Niederung
- 88 Elbe-Mulde-Tiefland
  - 880 Dahlen-Dübener Heide
  - 881 Elbe-Elster-Tiefland
- 89 Oberlausitzer Heideland
  - 890 Oberlausitzer Teichgebiet
  - 891 Muskauer Heide
  - 892 Königsbrück-Ruhlander Heiden

### Änderungen seit 1954
Bei den mit einem Stern bezeichneten Einheiten sind in der vorliegenden Karte Nummern-, Grenz- und Namensänderungen auf Grund neuester Forschungen und Geländeaufnahmen berücksichtigt. Dies ist bei Benutzung des Handbuchs der naturräumlichen Gliederung Deutschlands und der dessen 1. Lieferung (1953) beigegebenen vorläufigen Ausgabe der Karte Naturräumliche Gliederung Deutschlands (1954) zu beachten. Die nachstehend aufgeführten Verweise erläutern die Änderungen. In Klammern gesetzte Einheiten werden nicht mehr unter dieser Nummer geführt oder gelten nicht mehr als Haupteinheiten in der bisherigen Form.
1382: einschl. eines Teils von (354)
29: bisher. Bez.: Mittelrheintal
292: umfasst (273), (292), Teile von (326)
(292 Unteres Mittelrheintal); als Teil zu 292
(324 Montabaurer Westerwald) s. 324
(325 Rheinwesterweld) s. 324
(326 Vorderwesterwälder Hochflächen) s. 324
(332 Wittgensteiner Land); je ein Teil zu 332 und 333
(334 Ostsauerländisches Oberland); Teile zu 332 (neu), 334 (neu), 335 (neu), 3362
336: s. (335) einschl. Teilen von 333, (334), 333; unterteilt in 3361 und 3362
3361: einschl. eines Teils von 338
3362: einschl. Teilen von 333, (334)
(336 Unteres Sauerland) s. 3372;
3371: s. (337)
3372: s. (336)
(337 Niederbergisches Hügelland) s. 3371
3401: bisher Teil von (340)
3402: bisher Teil von (341)
(340 Waldecker Hochfläche); Teile zu 3401 und 332 (neu)
(341 Waldecker Buntsandsteinrücken); Teile zu 3402 und 341 (neu)
(352 Schwalm) zu 343
(353 Knüllgebirge und Homberger Hochland) s. 356; Teile zu 355 (neu) und 357
(354 Rhön); Teile zu 1382, 352 (neu), 353 (neu), 354 (neu), 355 (neu)
(355 Fulda-Werra-Bergland) s. 357 einschl. Teilen von (353), (357); Teil zu 359 (neu)
(356 Unteres Werratal) s. 358
(357 Fuldatal); Teile zu 352 (neu), 355 (neu) und 357
(360 Diemelplatten) zu 360 (neu)
(365 Pyrmonter Bergland) s. 365; Teile zu 364 und 363 (neu)
(522 Bückebergvorland) s. 522; Teil zu 628 (neu)

## Weitere naturräumliche Einteilungen
- Naturräumliche Großregionen Deutschlands (mit Zuordnung der Gruppen (und damit auch der Haupteinheiten) zu umfassenderen Großregionen)
- Landesweise, teils bis über die 4. Ordnung hinausgehende Gliederungen:
  - Liste der naturräumlichen Einheiten in Baden-Württemberg
  - Liste der naturräumlichen Einheiten in Hessen
  - Liste der naturräumlichen Einheiten in Mecklenburg-Vorpommern (abweichende Ordnungsnamen)
  - Liste der naturräumlichen Einheiten in Nordrhein-Westfalen
  - Liste der naturräumlichen Einheiten in Rheinland-Pfalz
  - Liste der naturräumlichen Einheiten im Saarland
  - Liste der naturräumlichen Einheiten in Schleswig-Holstein
- nicht mehr bearbeitete Gliederungen:
  - historische Haupteinheiten Sachsens siehe Naturräume in Sachsen
- nichtkompatible aktuelle Gliederungen:
  - Liste der naturräumlichen Einheiten in Sachsen (abweichend konzipierte Großregionen, jedoch nur bis Landesgrenze)
  - Die Naturräume Thüringens (Naturraumtypen, keine Zuordnung zu Großregionen)
- Geomorphologische Einteilung Polens
- Geomorphologische Einteilung Tschechiens